# Ágatha Bednarczuk
Ágatha Bednarczuk Rippel (Curitiba, 22 juni 1983), spelersnaam Ágatha, is een Braziliaans beachvolleyballer. Met Bárbara Seixas werd ze in 2015 wereldkampioen en behaalde ze in 2016 de zilveren medaille bij de Olympische Spelen. Daarnaast won ze driemaal het eindklassement van de FIVB World Tour.

## Carrière

### Tot en met 2013
Ágatha begon in 1992 met zaalvolleybal en speelde in 2001 voor het eerst beachvolleybal. Ze kwam in de nationale tour met verschillende speelsters uit. Ze debuteerde in 2005 in de World Tour met Sandra Pires. Het duo speelde dat jaar tien toernooien met een vierde plaats in Sint-Petersburg en twee vijfde plaatsen in Shanghai en Milaan als beste resultaat. Bij de WK in Berlijn verloren ze in de tweede ronde van het Chinese tweetal Li Ying en Wang Lu, waarna ze in de derde herkansingsronde door de Duitsers Danja Müsch en Susanne Lahme definitief werden uitgeschakeld. Vervolgens vormde Ágatha van 2006 tot en met 2008 een duo met Shaylyn Bede. In die periode speelde het tweetal in totaal 27 wedstrijden in de World Tour; ze eindigden tweemaal in de top tien met een tweede plaats in Guarujá als beste resultaat.
Na een pauze van een jaar keerde Ágatha in 2010 terug met Raquel Pellucci met wie ze vier toernooien speelde. In 2011 nam ze opnieuw een jaar pauze en het seizoen daarop vormde ze voor de eerste keer een duo met Bárbara Seixas. Ze namen in 2012 deel aan negen wedstrijden in de World Tour met een vijfde plaats in Gstaad en een derde plaats in Bangsaen als beste resultaat. Het daaropvolgende jaar speelde Ágatha met Maria Antonelli. Ze behaalden enkel toptienplaatsen bij de twaalf reguliere toernooien waar ze aan meededen; in Corrientes (tweede) en São Paulo (derde) haalden ze bovendien het podium. Bij de WK in Stare Jabłonki kwam het duo niet verder dan de zestiende finale waar de latere Chinese wereldkampioenen Xue Chen en Zhang Xi te sterk waren.

### 2014 tot en met 2016
Van 2014 tot en met 2016 vormde Ágatha wederom een duo met Bárbara. Het eerste seizoen nam het tweetal deel aan twaalf internationale toernooien. Ze boekten een overwinning in Puerto Vallarta en behaalden een tweede plaats (Long Beach) en twee derde plaatsen (Shanghai en Klagenfurt). Het tweetal begon het World Tour-seizoen in 2015 met een overwinning in Praag. Na een negende plaats in Moskou, een vijfde plaats in Poreč en een tweede plaats in Stavanger volgde in Saint Petersburg opnieuw een overwinning. In Nederland werden Ágatha en Bárbara vervolgens wereldkampioen door in de finale hun landgenoten Taiana Lima en Fernanda Alves te verslaan. Na de WK volgden twee tweede plaatsen (Yokohama en Rio de Janeiro), twee vijfde plaats (Gstaad en Olsztyn) en een negende plaats (Long Beach), voordat het duo derde werd bij de World Tour Finals in Fort Lauderdale en het jaar afsloot met de eindoverwinning in de World Tour.

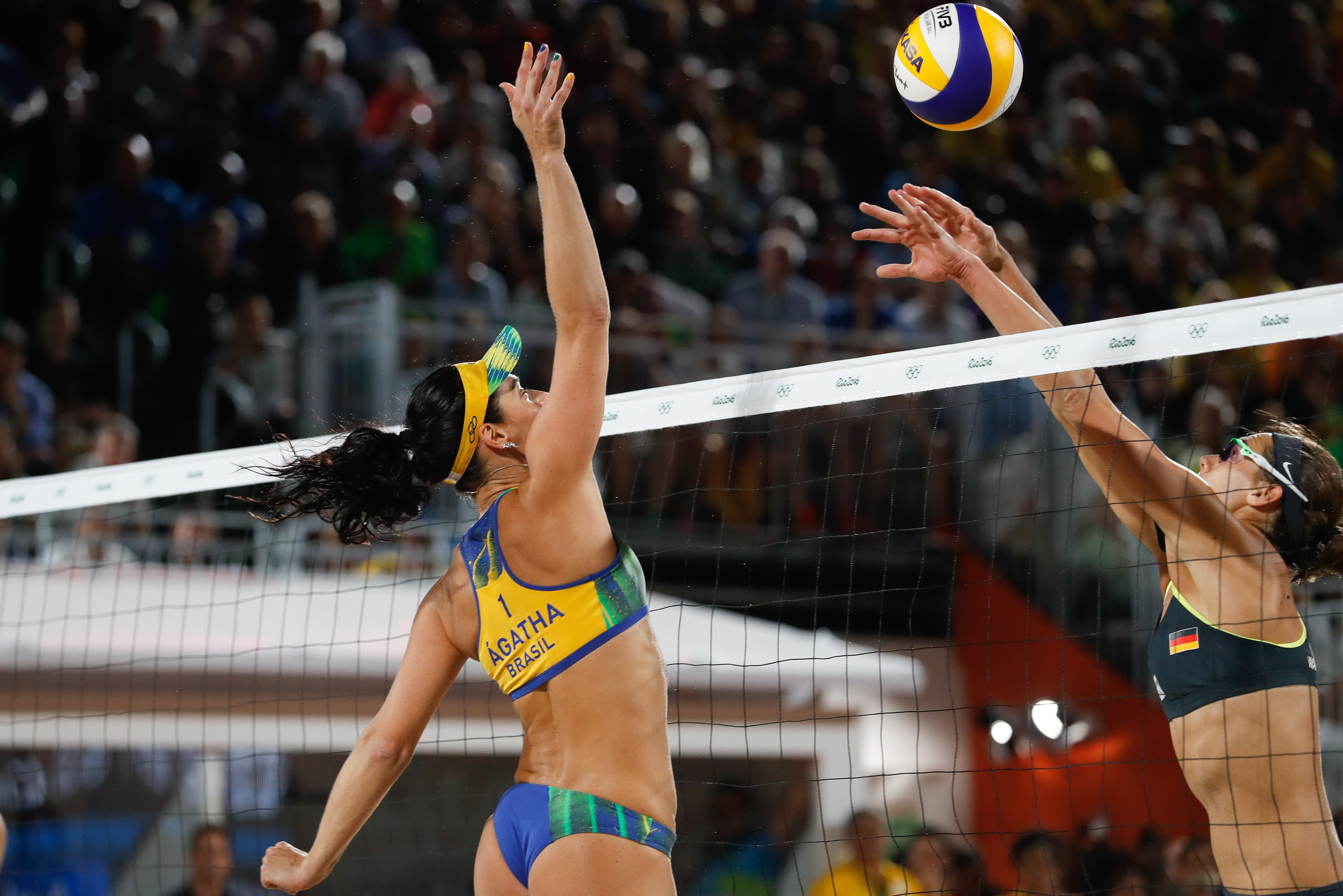
Ágatha (links) in actie tijdens de olympische finale in Rio met Walkenhorst aan de andere zijde van het net (2016)

In aanloop naar de Olympische Spelen speelden Ágatha en Bárbara zeven internationale wedstrijden. Ze haalden zes keer de top tien en werden tweede in Hamburg en derde in Maceio. In Rio bereikte het tweetal de finale; deze verloren ze van het Duitse duo Laura Ludwig en Kira Walkenhorst waardoor ze genoegen moesten nemen met het zilver. Na afloop van de Spelen gingen de twee uit elkaar en speelde Ágatha in de nationale tour nog vier wedstrijden met Carolina Solberg Salgado.

### 2017 tot en met 2021
Vanaf 2017 vormt Ágatha een duo met Eduarda "Duda" Santos Lisboa. Ze begonnen het eerste seizoen met een tweede plaats in Fort Lauderdale, waarna een overwinning in Rio de Janeiro volgde. In Moskou en Den Haag eindigde het tweetal vervolgens als derde. Na een zeventiende plaats in Poreč en een vijfde plaats in Gstaad, haalden ze in Olsztyn met een derde plaats weer het podium. Bij de WK in Wenen kwamen Ágatha en Duda niet verder dan de zestiende finale waar ze werden uitgeschakeld door het Tsjechische duo Barbora Hermannová en Markéta Sluková. Na afloop van de WK eindigde het duo als tweede bij de Finals in Hamburg. In 2018 behaalden ze enkel toptienplaatsen. Ze boekten een overwinning in Itapema en werden respectievelijk tweede en derde in Moskou en Warschau. Daarnaast wonnen ze de Finals in Hamburg en sloten ze het jaar af met de eindzege in de World Tour.
Het jaar daarop namen ze in aanloop naar de WK deel aan vijf toernooien, waarbij ze enkel toptienplaatsen behaalden. In Ostrava werd gewonnen en in Warschau eindigde het duo als derde. Bij de WK in Hamburg bereikten Ágatha en Duda de achtste finale die verloren werd van het Russische tweetal Nadezjda Makrogoezova en Svetlana Cholomina. Na afloop speelden ze nogmaals vijf reguliere wedstrijden in de World Tour met enkel toptienklasseringen. Bovendien behaalden ze in Tokio en Wenen respectievelijk de eerste en derde plaats. Ze sloten het seizoen af met een tweede plaats bij de World Tour Finals in Rome. In 2021 namen Ágatha en Duda in aanloop naar de Spelen deel aan zeven internationale toernooien waarbij ze enkel toptienklasseringen noteerden. Het duo haalde vijf keer het podium; ze werden tweemaal eerste (Cancun en Gstaad), eenmaal tweede (Cancun) en tweemaal derde (Doha en Cancun). In Tokio kwamen ze bij het olympisch beachvolleybaltoernooi tot aan de achtste finale die werd verloren van de Duitse Laura Ludwig en Margareta Kozuch. In oktober eindigden ze als vijfde bij de seizoensfinale in Cagliari en in november wonnen ze het toernooi van Itapema. Ze behaalden daarmee voor de tweede keer de overwinning in het eindklassement van World Tour.

## Palmares
Kampioenschappen
- 2015:  WK
- 2016:  OS
- 2019: 9e WK
- 2021: 9e OS

FIVB World Tour
- 2008:  Guaruja Open
- 2012:  Bangsaen Open
- 2013:  Corrientes Open
- 2013:  Grand Slam São Paulo

- 2014:  Grand Slam Shanghai
- 2014:  Puerto Vallarta Open
- 2014:  Grand Slam Long Beach
- 2014:  Grand Slam Klagenfurt
- 2015:  Praag Open
- 2015:  Stavanger Major
- 2015:  Grand Slam Saint Petersburg
- 2015:  Grand Slam Yokohama
- 2015:  Rio de Janeiro Open
- 2015:  World Tour Finals Fort Lauderdale
- 2015:  FIVB World Tour
- 2016:  Maceio Open

- 2016:  Hamburg Major
- 2017:  5* Fort Lauderdale
- 2017:  5* Rio de Janeiro
- 2017:  3* Moskou
- 2017:  3* Den Haag
- 2017:  4* Olsztyn
- 2017:  World Tour Finals Hamburg
- 2018:  4* Itapema
- 2018:  4* Warschau
- 2018:  4* Moskou
- 2018:  World Tour Finals Hamburg
- 2018:  FIVB World Tour

- 2019:  4* Ostrava
- 2019:  4* Warschau
- 2019:  4* Tokio
- 2019:  5* Wenen
- 2019:  World Tour Finals Rome
- 2021:  4* Doha
- 2021:  4* Cancun
- 2021:  4* Cancun
- 2021:  4* Cancun
- 2021:  4* Gstaad
- 2021:  4* Itapema
- 2021:  FIVB World Tour